# Stephen Batchelor
Stephen James Batchelor (Beare Green, 22 juni 1961) is een hockeyer uit het Verenigd Koninkrijk. Batchelor speelde in totaal 48 interlands voor het Engelse elftal en 66 interlands voor het Britse hockeyelftal. 
Batchelor nam driemaal deel aan de Olympische Spelen en won in 1984 de bronzen medaille en in 1988 de gouden medaille.

## Erelijst
- 1984 –  Olympische Spelen in Los Angeles
- 1985 -  Champions Trophy in Perth
- 1986 - 4e Champions Trophy in Karachi
- 1986 -  Wereldkampioenschap in Londen
- 1987 - 4e Champions Trophy in Amstelveen
- 1987 -  Europees kampioenschap in Moskou
- 1988 –  Olympische Spelen in Seoel
- 1990 - 5e Wereldkampioenschap in Lahore
- 1992 – 6e Olympische Spelen in Barcelona